# An Equine Hero
Pour plus de détails, voir Fiche technique et Distribution.
An Equine Hero est un film muet américain réalisé par Otis Thayer et sorti en 1912.

## Fiche technique
- Titre : An Equine Hero
- Réalisation : Otis Thayer
- Scénario : Charles E. Reeves, Marshall Stedman
- Producteur :  William Selig
- Société de production : Selig Polyscope Company
- Société de distribution : General Film Company
- Pays de production :  États-Unis
- Langue : film muet avec les intertitres en anglais
- Métrage 300 mètres
- Format : Noir et blanc — 35 mm — 1,33:1 — Muet
- Genre : Western
- Durée : 10 minutes
- Date de sortie : 
  - États-Unis : 3 septembre 1912

## Distribution
- William Duncan : Billy Cutler
- Myrtle Stedman : Mabel
- Lester Cuneo : Pete
- Charles E. Reeves : George Rusk
- Rex De Rosselli : Big Horn
- Rusty Radcliff : Little Foot